# Corrida de toros en Éibar
Corrida de toros en Éibar es una obra de 1899 del pintor eibarrés Ignacio Zuloaga. Representa una corrida de toros en Éibar a finales del siglo XIX. El emplazamiento es la plaza Untzaga de la ciudad y el edificio destacado al fondo es el palacio de Orbea, que a pesar de su fachada plateresca, fue demolido poco después, en 1902. 

## Historia
Zuloaga vio allí la corrida durante un viaje a Éibar para casarse, pero residía en Segovia, donde terminó el cuadro. De hecho, aunque el paisaje y arquitectura son vascos y aparecen exactamente como en el estudio del natural que pintó tras la corrida y se conserva en Bilbao en la colección de Félix Valdés, las figuras luego añadidas consistieron en mujeres con mantillas, abanicos y mantones "a la madrileña" y tipos segovianos de la zona castellana, que nada tienen que ver en físico y atuendo con los vascos de finales de siglo XIX. Este elemento y el aspecto oscuro de la composición reflejan ya la visión de la España negra, estética que cultivó Zuloaga a lo largo de su carrera. 
Este tratamiento diverso e independiente de los diferentes elementos de la composición proporciona riqueza plástica a este alarde juvenil de habilidades, al incluir gran número de figuras en movimiento en un amplio paisaje urbano, dándole a cada una interés propio.
El cuadro estuvo en la colección privada del bilbaíno Félix Valdés durante gran parte del siglo XX. La adinerada coleccionista Carmen Thyssen lo compró en una subasta en Estados Unidos  y luego lo puso en exhibición en el Museo Carmen Thyssen de Málaga.